# Carex atherodes
Carex atherodes je druh jednoděložné rostliny z čeledi šáchorovité (Cyperaceae), rodu ostřice (Carex).

## Popis
Jedná se o rostlinu dosahující výšky nejčastěji 30–125 cm. Je vytrvalá, netrsnatá se silnými oddenky. Listy jsou střídavé, přisedlé, s listovými pochvami. Lodyha je téměř ostře trojhranná, hladká nebo trochu drsná, na bázi houbovitě ztlustlá. Z oddenku většinou vyráží i sterilní výhonky, které jsou také trojhranné a často vyšší než fertilní. Bazální pochvy jsou rezatě purpurové. Čepele jsou 3–10 mm široké, na rubu většinou pýřité. Carex atherodes patří mezi různoklasé ostřice, nahoře jsou klásky samčí, dolní klásky jsou pak čistě samičí. Samčí klásků je nejčastěji 2–6, samičích klásků je 2–5. Okvětí chybí. V samčích květech jsou zpravidla 3 tyčinky. Blizny jsou většinou 3. Plodem je mošnička, která je nejčastěji 7–12 mm dlouhá, zřetelně žilnatá se 12–21 žilkami, lysá, na vrcholu zakončená 2–4 mm dlouhým dvouzubým zobánkem. Každá mošnička je podepřená plevou, která je široce kopinatá, osinkatě zašpičatělá, kratší než mošnička.

## Rozšíření ve světě
Carex atherodes má rozsáhlý areál, roste v severovýchodní Evropě, na jihozápad zasahuje až do Polska a severního Německa, dále roste od Ukrajiny přes evropskou část Ruska, střední Asii, Sibiř až po Dálný východ. Na Dálném východě roste také příbuzný druh Carex drymophila. V Severní Americe se vyskytuje Carex atherodes na Aljašce, v Kanadě a také v severnějších státech USA. Je to mokřadní druh schopný růst i v celkem hluboké vodě.